# Chi sarà
"Chi sarà" (tradução portuguesa: "Quem estará") foi a canção que representou a televisão pública italiana (RAI) no Festival Eurovisão da Canção 1973, que teve lugar no Luxemburgo, foi interpretada em italiano por Massimo Ranieri. Foi a décima canção a ser interpretada na noite do festival, a seguir à canção jugoslava "Gori vatra", interpretada por Zdravko Čolić e antes da canção luxemburguesa "Tu te reconnaîtras", interpretada por Anne-Marie David.

## Autores
- Letrista: Giancarlo Bigazzi
- Compositor: Enrico Polito, Gaetano Savio
- Orquestrador: Enrico Polito

## Letra
A canção é uma balada, com Ranieri afirmando que tal como há um ano ele está esperando por alguém. Fala à sua antiga amada dizendo-lhe que espera qu quem esteja com ela a faça ser feliz. No final diz-lhe que não lhe interessa realmente saber o que se passa com ela, porque já tinham terminado a relação.

## Versões
O cantor Diego Torres realizou uma versão em espanhol chamada Que Será, presente na trilha sonora da telenovela Amor e Intrigas.